# Gewässerkundlicher Landesdienst
Der Gewässerkundliche Landesdienst ist in Deutschland eine von einem Bundesland eingerichtete Stelle, die hydrologische Daten ermittelt, aufbereitet und sammelt. Die gesetzlichen Grundlagen finden sich in den jeweiligen Landesgesetzen.
Die Daten dienen der langfristigen Umweltbeobachtung und bilden eine Planungsgrundlage für Entscheidungen und Maßnahmen mit Auswirkung auf Wasserhaushalt und Wasserwirtschaft.
Vom Gewässerkundlichen Landesdienst wird in der Regel ein Messnetz eingerichtet, welches Oberflächen- und Grundwassermessstellen umfasst.